# Alfonsiella
Alfonsiella is een geslacht van vliesvleugeligen uit de familie vijgenwespen (Agaonidae). De wetenschappelijke naam van dit geslacht is voor het eerst geldig gepubliceerd in 1920 door Waterston.

## Soorten
Het geslacht Alfonsiella omvat de volgende soorten:
- Alfonsiella bergi Wiebes, 1988
- Alfonsiella binghami Wiebes, 1988
- Alfonsiella brongersmai Wiebes, 1972
- Alfonsiella fimbriata Waterston, 1920
- Alfonsiella longiscapa Joseph, 1959
- Alfonsiella michaloudi Wiebes, 1988
- Alfonsiella natalensis Wiebes, 1972
- Alfonsiella pipithiensis Erasmus, van Noort & Jousselin, 2007